# The Ridiculous 6
The Ridiculous 6 é um filme de western e comédia de ação estadunidense, de 2015, dirigido por Frank Coraci e escrito por Tim Herlihy e Adam Sandler. É estrelado por Sandler, Terry Crews, Jorge Garcia, Taylor Lautner, Rob Schneider e Luke Wilson. Foi lançado mundialmente no Netflix em dezembro de 2015.

## Sinopse
Em pleno Velho Oeste, o destemido, porém calmo Tommy foi criado desde a morte da mãe pelo povo nativo americano, onde recebeu o apelido de "Faca Branca", graças a sua habilidade com facas. Com seu povo, Faca Branca leva uma vida pacífica na aldeia ao lado de sua futura esposa, Raposa Quente; ora ou outra porém, surge no povoado, algum encrenqueiro caçando briga com ele. Certo dia, Faca Branca recebe a visita de Frank Stockburn, um famigerado ex-fora da lei, que está doente e revela ser seu pai biológico. Os dois logo ficam muito próximos, porém Frank é seqüestrado por antigos inimigos e Faca Branca decide desbravar o oeste para resgatar seu pai. No caminho, ele conhece mais cinco homens, que revelam-se seus meio-irmãos, por parte de pai. São eles: o mexicano guia de burros Ramon; o jovem caipira abobalhado Lil 'Pete; o incompreensível e selvagem das montanhas Herm; o bêbado e ex-segurança de Abraham Lincoln Danny; e o pianista afro-americano Chico. Liderados por Tommy, os seis decidem se unir, planejando assaltar bancos de diferentes cidades, até juntarem a estimada quantia de 50 mil dólares para salvarem o pai. Juntos, eles iniciam a sua jornada, arranjando inimigos e muitas confusões por onde passam.

## Elenco
- Adam Sandler – Tommy Dunson "Faca Branca" Stockburm
- Rob Schneider – Ramon Lopez Stockburn
- Terry Crews – Chico Stockburn
- Taylor Lautner – Lil' Pete Stockburn
- Jorge Garcia – Herm Stockburn
- Luke Wilson – Danny Stockburn
- Nick Nolte – Frank Stockburn
- Will Forte – Will, o líder da gangue dos "Garotos do Olho Esquerdo"
- Harvey Keitel – Sorridente Harris, o proprietário do saloon "Pepita de Ouro"
- Steve Zahn – Clem, o dono da mercearia e membro da gangue dos "Garotos do Olho Esquerdo"
- Julia Jones – Raposa Quente
- Danny Trejo – Cicero
- Steve Buscemi – Doc Griffin, o barbeiro
- Lavell Crawford – Gus, membro da gangue dos "Garotos do Olho Esquerdo"
- Jared Sandler – Babyface, membro da gangue dos "Garotos do Olho Esquerdo"
- Paul Sado – Stumbles, membro da gangue dos "Garotos do Olho Esquerdo"
- Nick Swardson – Nelly, membro da gangue dos "Garotos do Olho Esquerdo"
- Saginaw Grant – Chefe Águia que Grita
- Jackie Sandler – Nunca Usa Sutiã
- Dana Goodman – Hálito de Castor
- Blake Clark – Xerife
- Chris Parnell – William, o gerente do banco
- Julia Vera – Esmeralda Lopez, a mãe de Ramon
- Lenda Murray – Mãe do Chico
- Katalina Parrish – Esposa do Xerife
- Norm Macdonald – Cliente dos Nuggets
- Jonathan Loughran – Atirador
- Jon Lovitz – Ezekiel Grant
- Whitney Cummings – Susannah
- David Spade – General Custer
- Blake Shelton – Wyatt Earp
- John Turturro –Abner Doubleday
- Vanilla Ice – Mark Twain
- Dan Patrick – Abraham Lincoln
- Tina Parker – Mary Todd Lincoln
- Chris Kattan – John Wilkes Booth

## Recepção
O filme atualmente detém uma rara avaliação de 0% no Rotten Tomatoes, com base em 33 avaliações, com uma avaliação média de 2.4/10. No consenso crítico do site diz, "Todos os pedaços [soam] de forma preguiçosamente ofensiva como seu elenco e conceito sugeriria, 'The Ridiculous Six' é um padrão (...) para os fanáticos de Adam Sandler e deve evitar a visualização para os entusiastas do cinema de todas as outras persuasões". No Metacritic, o filme tem 18 dos 100 pontos possíveis, com base em 12 críticos, indicando uma "aversão avassaladora".